# Bonniers barnbibliotek
Bonniers barnbibliotek var en monografiserie för barnböcker, såväl svenska original som översättningar, utgiven av Albert Bonniers förlag mellan 1931 och 1970. Nummer 1–164 utkom i huvudserien, och därtill under åren 1963–1967 nummer 201–213 i underserien Bonniers barnbibliotek. Läsa-själv-böcker och under åren 1968–1970 nummer 214–230 i underserien Bonniers barnbibliotek. Lätt att läsa-serien.